# 恋は真珠いろ
「恋は真珠いろ」（こいはしんじゅいろ）は、1973年12月5日に発売された浅田美代子の4枚目のシングル。

## 解説
前作「わたしの宵待草」と同様、オリコンBEST10入りを逃した作品となった。

## 収録曲
- 両楽曲共に、作詞：安井かずみ／作曲：都倉俊一／編曲：高田弘

1. 恋は真珠いろ（2分39秒）
2. 足ながおじさん（2分48秒）

## 収録アルバム
- GOLDEN☆BEST 浅田美代子